# Équipe de Corée du Sud de baseball
Uniformes
L'équipe de Corée du Sud de baseball représente la Fédération de Corée du Sud de baseball lors des compétitions internationales, comme le Classique mondiale de baseball, les Jeux olympiques ou la Coupe du monde de baseball notamment.
Jusqu'en 2000, cette sélection rassemblait uniquement des joueurs amateurs lors des Jeux olympiques. Depuis 2000, les meilleurs joueurs professionnels du pays sont alignés. En 2006, pour la Classique mondiale, les professionnels évoluant en Corée ou au Japon furent renforcés par des joueurs évoluant en Ligue majeure.
Lors des Jeux olympiques d'été de 2008, l'équipe a remporté le tournoi de baseball en battant Cuba.
Le prochain rendez-vous international de la sélection coréenne est la Classique mondiale de baseball 2009 qui aura lieu du 5 au 23 mars 2009.

## Palmarès

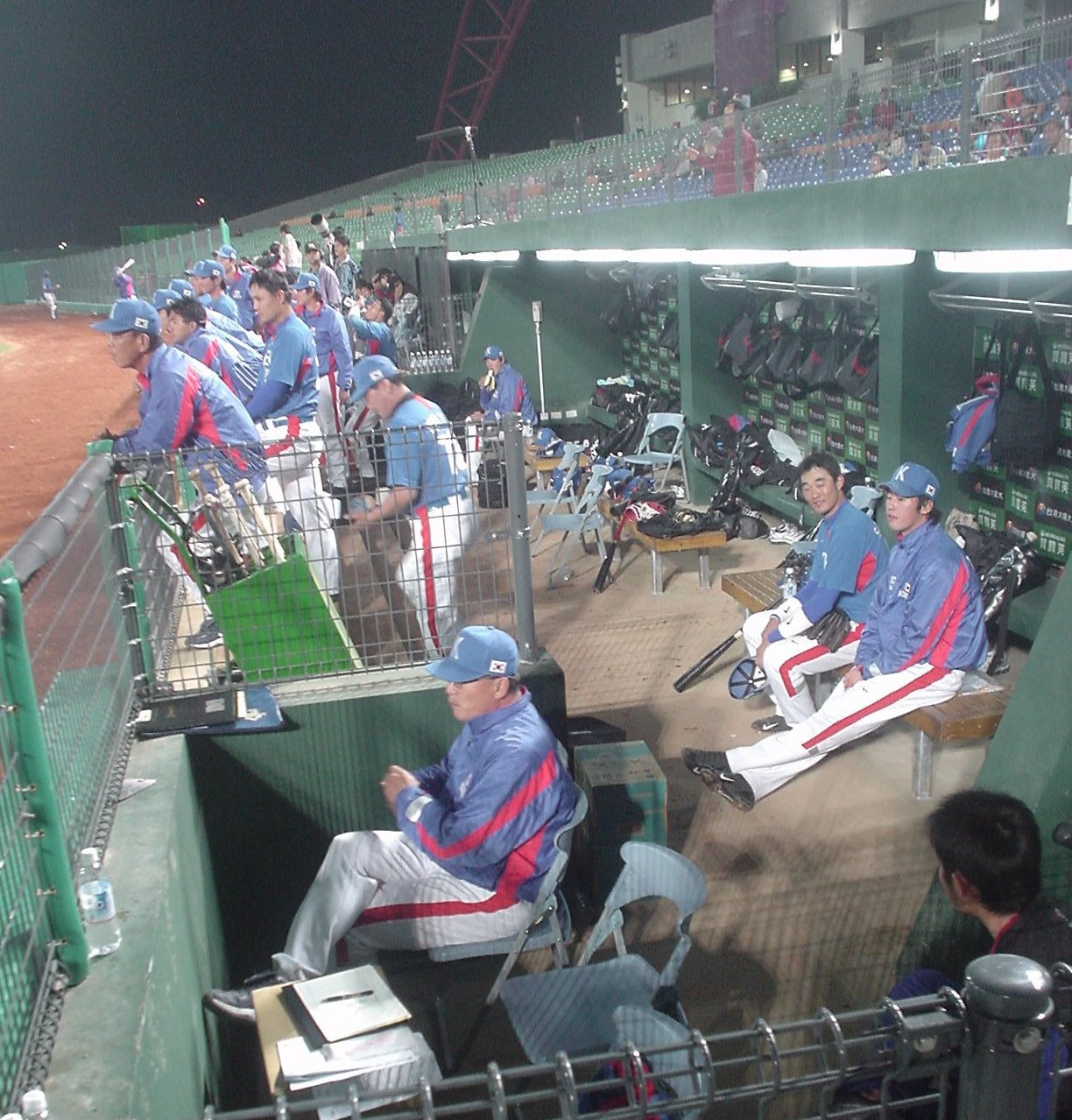
Le dugout des Coréens en 2006

Jeux olympiques
- 1992 : non qualifiée
- 1996 : 8e
- 2000 :  3e
- 2004 : non qualifiée
- 2008 :  1er

Classique mondiale de baseball
- 2006 :  3e
- 2009 :  2e
- 2013 : éliminée au 1er tour
- 2017 : éliminée au 1er tour
- 2023 : Phase de groupes

Coupe du monde de baseball
| - 1970 : non qualifiée - 1971 : non qualifiée - 1972 : non qualifiée - 1973 : non qualifiée - 1974 : non qualifiée - 1976 : 6e - 1978 : 3e |  | - 1980 : 2e - 1982 : 1er - 1984 : 5e - 1986 : 2e - 1988 : 8e - 1990 : 3e - 1994 : 2e |  | - 1998 : 2e - 2001 : 6e - 2003 : 8e - 2005 : 2e - 2007 : 5e - 2009 : 9e |

Coupe intercontinentale de baseball
| - 1973 : non qualifiée - 1975 : 6e - 1977 : 1er - 1979 : non qualifiée - 1981 : 4e - 1983 : 5e |  | - 1985 : 2e - 1987 : 6e - 1989 : 8e - 1991 : 5e - 1993 : 5e - 1995 : 5e |  | - 1997 : non qualifiée - 1999 : 7e - 2002 : 2e - 2006 : 7e |

Championnat d'Asie de baseball
| - 1954 : 3e - 1955 : 3e - 1959 : 2e - 1962 : 2e - 1963 : 1er - 1965 : 2e - 1967 : 2e - 1969 : 4e |  | - 1971 : 1er - 1973 : 2e - 1975 : 1er - 1983 : 3e - 1985 : 3e - 1987 : 3e - 1989 : 3e - 1991 : 3e |  | - 1993 : 2e - 1995 : 2e - 1997 : 1er - 1999 : 1er - 2001 : 2e - 2003 : 3e - 2005 : 4e - 2007 : 2e |

## Classique mondiale de baseball 2009
| Lanceurs - 51 Bong Jung-keun - 21 Chong Tae-hyon - 41 Hwang Doo-sung - 13 Jang Won-sam - 19 Jong Hyun-wook - 31 Kim Kwang-hyun - 11 Lee Jae-woo - 20 Lee Seung-ho - 12 Lim Chang-yong (Tokyo Yakult Swallows) - 17 Oh Seung-hwan - 99 Ryu Hyun-jin - 1 Son Min-han (Lotte Giants) - 28 Yoon Suk-min (Kia Tigers) |  | Receveurs - 47 Kang Min-ho (Lotte Giants) - 26 Park Kyung-wan Champ intérieur - 2 Choi Jeong - 8 Jeong Keun-woo - 52 Kim Tae-kyun - 14 Ko Young-min - 6 Lee Bum-ho - 10 Lee Dae-ho (Lotte Giants) - 16 Park Ki-hyuk (Lotte Giants) Champ extérieur - 5 Choo Shin-soo (Indians de Cleveland) - 50 Kim Hyun-soo - 35 Lee Jin-young - 39 Lee Jong-wook - 29 Lee Taek-keun - 15 Lee Yong-kyu (Kia Tigers) |